# Joan Margall i Sastre
Joan Margall i Sastre   (Torroella de Montgrí, 2 de novembre de 1975) és un historiador i polític català, exalcalde de Torroella de Montgrí i diputat al Congrés dels Diputats.
Llicenciat en Història per la Universitat de Girona i especialitzat en Gestió Cultural.
Del 2007 al 2009 va ser alcalde de Torroella de Montgrí amb la plataforma socialista Unitat i Progrés Municipal (UPM-PM) i del 2009 al 2011 va ser 1r tinent d'alcalde al consistori, regidor d'Hisenda, Turisme, Comunicació i Participació Ciutadana. Entre les seves tasques: direcció i coordinació de les àrees d'Hisenda i Turisme, coordinació interna dels funcionaris de les àrees i control i execució dels pressupostos assignats.
Margall es va presentar com a candidat independent a les llistes gironines d'Esquerra Republicana de Catalunya a les eleccions generals del 2015 i 2016, ocupant el número 3 i a les del 2019 ocupant el segon lloc de la llista.
Des del 2017 milita a ERC. A partir del juny del 2018 ocupa l'escó de la ripollesa Teresa Jordà i Roura, qui serà nova consellera d'Agricultura.